# ラジヴィウ年代記

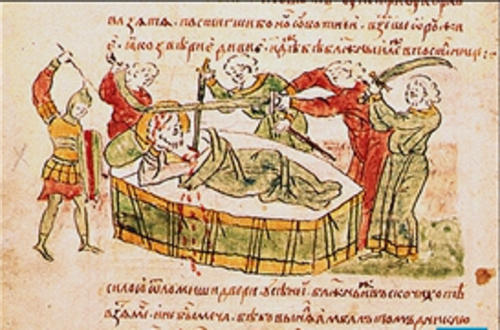
寝込みを襲われるウラジーミル・スーズダリ大公国のアンドレイ大公。

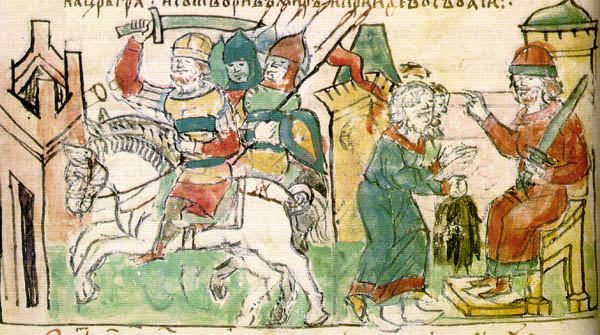
ドレヴリャーネ族から貢納を受けるイーゴリ1世（右端）。

『ラジヴィウ年代記』（ラジヴィウねんだいき、ポーランド語: Latopis Radziwiłłowski、英語: Radzivill Chronicle, Radziwiłł Chronicle）は、古東スラヴ語で13世紀に書かれた年代記。『ラジヴィール年代記』、『ラジビロフスキー年代記』、また『ケーニヒスベルク年代記』ともいう。
キエフ・ルーシの歴史を綴った『原初年代記』の異本で、原書は13世紀に成立しその写本が15世紀に作成され、現在はサンクトペテルブルクのロシア科学アカデミーに所蔵されている。リトアニア大公国（後のポーランド・リトアニア共和国）の貴族ラジヴィウ家が、17世紀から18世紀に居城としていたネスヴィジ城にこの年代記を保管していたことからラジヴィウ年代記と呼ばれるようになった。
5世紀から13世紀初めにかけてのキエフ・ルーシとその近隣諸国の出来事が600以上の色付きの挿絵で表現され、他の東スラヴ語の写本と比べてもその量と内容の豊さが際立っており、2009年には「ラジヴィウ家の記録とニャスヴィシュ図書館のコレクション」の一部としてユネスコの「世界の記憶」にも登録された。